# Magerstandorte bei Marktheidenfeld und Triefenstein
Magerstandorte bei Marktheidenfeld und Triefenstein este o arie protejată (arie specială de conservare — SAC, sit de importanță comunitară — SCI) din Germania întinsă pe o suprafață de 167,8 ha, integral pe uscat.

## Localizare
Centrul sitului Magerstandorte bei Marktheidenfeld und Triefenstein este situat la coordonatele 49°50′56″N 9°37′53″E / 49.8489°N 9.6314°E.

## Înființare
Situl Magerstandorte bei Marktheidenfeld und Triefenstein a fost declarat sit de importanță comunitară în noiembrie 2004 pentru a proteja 1 specie de plante și 1 specie de animale. Situl a fost protejat și ca arie specială de conservare în aprilie 2016.

## Biodiversitate
Situată în ecoregiunea continentală, aria protejată conține 6 habitate naturale: Formațiuni de Juniperus communis pe lande sau pajiști calcaroase, Pajiști carstice calcaroase sau bazofile, de Alysso-Sedion albi, Pajiști uscate seminaturale și facies de acoperire cu tufișuri pe substraturi calcaroase (Festuco-Brometalia) (* situri importante pentru orhidee), Pajiști uscate seminaturale și facies de acoperire cu tufișuri pe substraturi calcaroase (Festuco-Brometalia) (* situri importante pentru orhidee), Fânețe de joasă altitudine (Alopecurus pratensis, Sanguisorba officinalis), Grohotișuri medio-europene calcaroase, de la nivel colinar și montan.
La baza desemnării sitului se află mai multe specii protejate:
- plante (1): papucul doamnei (Cypripedium calceolus)
- nevertebrate (1): Euplagia quadripunctaria